# Georgia (Vermont)
Georgia és una vila dels Estats Units a l'estat de Vermont. Segons el cens del 2000 tenia 4.375 habitants.

## Demografia
Segons el cens del 2000, Georgia tenia 4.375 habitants, 1.484 habitatges, i 1.231 famílies. La densitat de població era de 42,8 habitants per km².
Per edats la població es repartia de la següent manera: un 31,2% tenia menys de 18 anys, un 5,9% entre 18 i 24, un 34,1% entre 25 i 44, un 22,7% de 45 a 60 i un 6,1% 65 anys o més.
L'edat mediana era de 34 anys. Per cada 100 dones de 18 o més anys hi havia 99,9 homes.
La renda mediana per habitatge era de 54.156 $ i la renda mediana per família de 59.712 $. Els homes tenien una renda mediana de 37.294 $ mentre que les dones 26.090 $. La renda per capita de la població era de 20.888 $. Entorn de l'1,9% de les famílies i el 3,8% de la població estaven per davall del llindar de pobresa.